# Wolfgang Fuchs (Saxophonist)
Wolfgang Fuchs (* 21. Februar 1949 in Landau in der Pfalz; † 3. Februar 2016 in Berlin) war ein deutscher Saxophonist und Bassklarinettist, der vom Free Jazz kommend vorrangig im Bereich der improvisierten Musik hervortrat.

## Leben und Wirken
Fuchs spielte ab dem Alter von 9 Jahren zunächst Mandoline und Violine. An der Hochschule für Musik Karlsruhe studierte er ab 1969 Klarinette und Saxophon, bevor er 1974 nach Berlin zog. Seit 1976 ist er dort als freischaffender Musiker tätig. Er  spielte in einem eigenen Trio mit Hans Schneider („Momente“, 1976) und in Gruppen um Sven-Åke Johansson und Alexander von Schlippenbach, wobei er sich zunehmend auf das Sopranino-Saxophon und die Tieftöner bei den Klarinetten konzentrierte. In den 1980ern trat er mit Fred Van Hove und Peter Hollinger oder Paul Lytton als Berliner Begegnung auf, legte aber auch die Soloplatte So oder so  (1985) vor. 1983 gründete er mit Radu Malfatti, Erhard Hirt, Phil Wachsmann, Paul Lytton und anderen das King Übü Örchestrü als ein europäisches Improvisationsorchester, das bis heute gelegentlich auftritt. Seit 1986 spielte er auch mit Tony Oxley, seit 1988 arbeitete er mit dem Komponisten Georg Katzer zusammen, 1990 gehörte er zum Workshop Ensemble von Cecil Taylor. 1993 gründete er mit Hans Koch und Peter van Bergen das (Kontra-)Bassklarinetten-Trio Holz für Europa, nachdem er zuvor bereits im Quartett mit Evan Parker, Louis Sclavis und Koch zusammengearbeitet hatte. 1994 und 2004 war er mehrfach an Conductions von Butch Morris beteiligt. Ab 2002 trat er auch mit Xu Fengxia und dem Perkussionisten Roger Turner auf. Er spielte auch in Duos mit Jean-Marc Montera oder Fernando Grillo.
Zwischen 2001 und 2008 war er einer der Leiter des Total Music Meeting, in dessen Rahmen er auch mit Fred Van Hove auftrat (Facetten: Live at Total Music Meeting 2004).

## Lexikalische Einträge
- Jürgen Wölfer: Jazz in Deutschland. Das Lexikon. Alle Musiker und Plattenfirmen von 1920 bis heute. Hannibal, Höfen 2008, ISBN 978-3-85445-274-4.